# Gabriel Hermeling
Gabriel Hermeling (* 14. Juli 1833 in Köln; † 24. November 1904 ebenda) war ein deutscher Silber- und Goldschmied. Zusammen mit seinem Schwiegersohn Josef Kleefisch gehörte Hermeling Ende des 19. Jahrhunderts „zu den gefragtesten Kunsthandwerkern, wenn es um Silber- und Emailarbeiten im karolingischen und gotischen Stil ging“.

## Herstellung des „Goldenen Buchs“

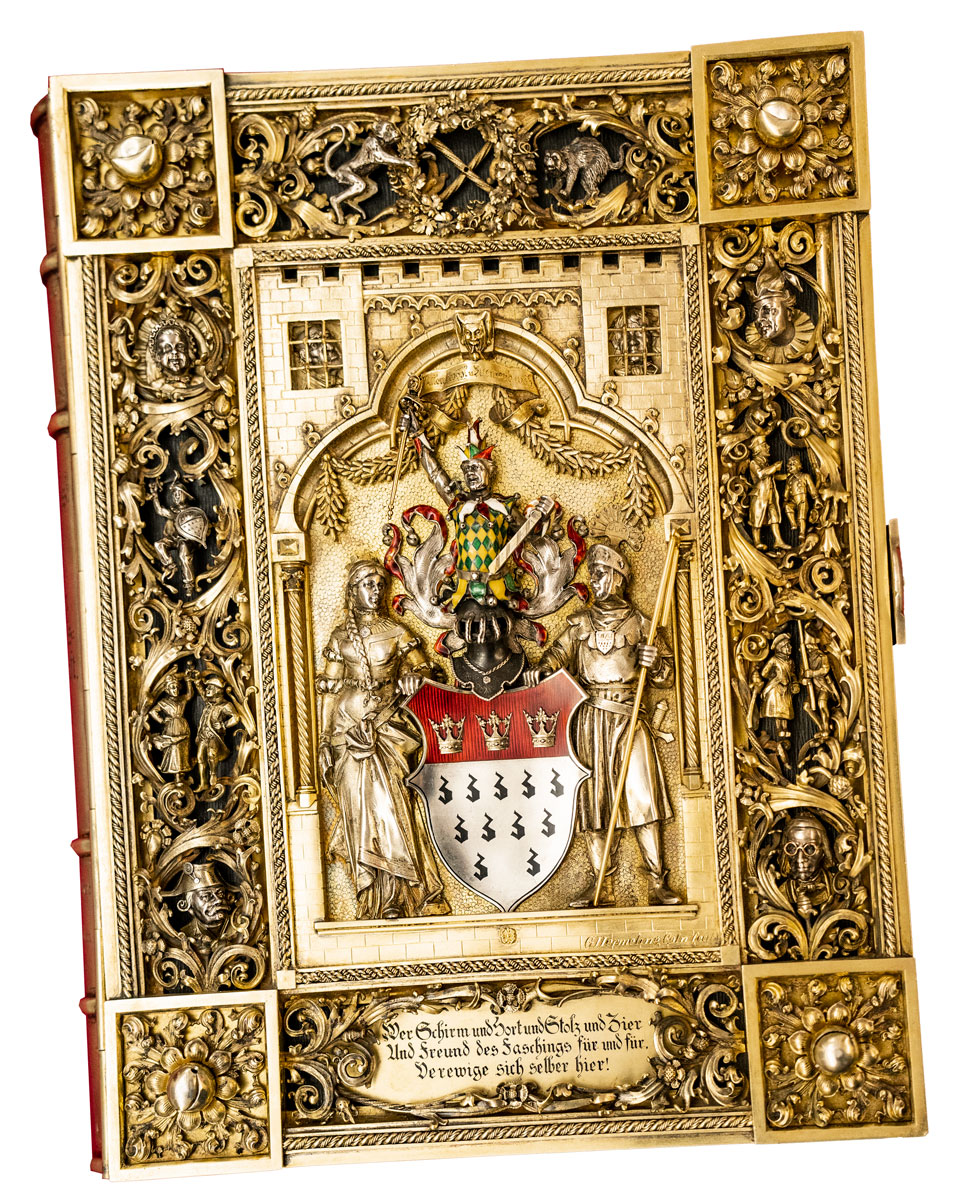
Das „Goldene Buch“ der „Die Grosse von 1823 KG e. V. Köln“

Hermeling schuf u. a. im Jahre 1876 das „Goldene Buch“ (Gästebuch) für die Große Karnevalsgesellschaft (heutige Die Grosse von 1823) und es ist auch heute noch deren Aushängeschild. Immer wieder wird es der kunsthistorisch interessierten Fachwelt zu Forschungszwecken an die Hand gegeben. Auch andere Utensilien wie das Präsidentenzepter, der Jubiläumspokal, der goldene Becher aus dem „Tresor“ der Karnevalsgesellschaft wurden über Köln hinaus bekannt, denn es ist ein Unikat im Kölschen Fasteleer.
Das Lieder- und Jahrbuch von 1905 berichtet davon:
„Aus dem Ratsschatz der Großen Karnevalsgesellschaft hatten verschiedene Prunkstücke, die aus dem Atelier des Hofgoldschmiedes Gabriel Hermeling stammen, die weite Reise über das Weltmeer gemacht, um auf der Weltausstellung in St. Louis die Kölner Goldschmiedekunst zu vertreten. Das goldene Buch mit dem goldenen Tintenfaß und dem goldenen Löscher, das Präsidentenzepter, der Jubiläumspokal der Stadt Köln und der goldene Becher des Präsidenten trugen damit gleichzeitig den Ruhm unserer herrlichen ‚Grossen‘ in die Welt. Und mit dem ‚Grand prix‘ ausgezeichnet, trafen sie kurz vor Schluss der Saison wieder bei der Gesellschaft ein.“
Das Goldschmiede-Atelier führte Werner Hermeling als Firmeninhaber bis 1864. Gabriel Hermeling selbst zog sich krankheitsbedingt aus dem Atelier, das bis in die 1970er Jahre bestehen sollte, 1899 zurück und übergab es an seinen Schwiegersohn Josef Kleefisch, der bereits 1888 als Teilhaber ins Atelier eingetreten war.

## Beschreibung des „Goldenen Buches“
Auf der prunkvollen Vorderseite dieses vortrefflichen Kunstwerkes ist unten rechts eine gut zu entziffernde Signatur eingraviert:
G. (abriel) Hermeling Cöln fecit, der „bedeutendste Goldschmied Kölns im 19. Jahrhundert“.
Im Mittelfeld der reich dekorierten Vorderseite ist eine Art zinnenbekrönter „Narrenburg“ dargestellt, hinter deren Gittern (oben) die Symbolfiguren von „Griesgram“ und „Muckenturm“ gefangengesetzt, auch vom lustigen Jeckentreiben ausgeschlossen, zu sehen sind, unter gotischem, krabbengeziertem Dreipass als Fachrelief, dann die Hauptfiguren der Kölner Narrenszene. Links nach historisch gesichertem Vorbild die „Jungfrau“, rechts der „Bauer“, komponiert als Schildhalter des helmgezierten Kölner Stadtwappens, ein seit dem späten Mittelalter bekanntes und vielfach verwendetes Ensemble. Etwas höher schließlich angesiedelt unser „Fürst der Freude“ in Grün-gelb-weißer Narrenkappe und ebensolchem „Wams“, Zepter und Pritsche schwingend. Ihm vor allem gilt die Darüber hängende festliche Girlande. Sie verläuft in das Schriftband „Allen wohl u. Niemand weh!“, eine Maxime, die hier von einem Narren in Schellenkappe kundgemacht wird. Das Gesamtarrangement verweist auf die lange Tradition kölnischen Fastnachtstreibens.
Die breite Randleiste rahmt sozusagen die Hauptpersonen des alten und doch immer wieder anders komponierten Jecken Lustbarkeit. In reiches gotisches Laubwerk sind (links) die historischen Figuren „Geckenbähnchen“ sowie ein tanzendes Paar der „Hellige Knäächte un Mägde“ eingebunden. Rechts dann „Besteva“ und „Hännesche“ aus dem Kölner Stockpuppentheater von 1802, darunter ein Kölscher Roter Funk und seine Marie, die damals allerdings noch von Männern dargestellt wurde. All diese Figuren sind Repräsentanten des ersten Rosenmontagszuges vom 10. Februar 1823. Unten wie oben ein fastnachtlich verbrämtes Symbol der vier Kardinaltugenden Weisheit, Besonnenheit, Tapferkeit, Gerechtigkeit.
Auf der Randoberleiste sieht der Betrachter links einen springenden Affen. Als Symbolfigur ist er in der Fastnachtsmotivik und auch sonst negativ besetzt. Er steht für Böses und Lasterhaftes. Ihm gegenüber hat sich ein schwarzer Kater mit gesträubtem Fell in Abwehrstellung postiert. Der untere Deckplattenrand offeriert die eigentliche Funktion unseres so aussage kräftigen „Goldenen Buches“:
„Wer Schirm und Hort und Stolz und Zier - Und Freund des Faschings FÜR und FÜR – Verewige sich selber hier!“
Wie Knospen sitzt auf „gotischen“ Blättern jeweils eine erkennbare, wohlgeformte „Belle“. Als sozusagen „akustisches“ Deckenattribut taucht sie in Köln seit dem FRÜHen Mittelalter in der recht präzisen Beschreibung des „Bellejeck“ auf, der im „Geckenbähnche“ als „morio vulgo“, also als Hofnarr der Freien Reichsstadt Köln einen offiziösen Status besaß. Das Motiv der „Belle“ mitsamt dem Dekorum der Vorderseite gotische Laubranken ziert, umgeben von zierlichem Blattwerk, die vier Buchecken.
In der Manier des altertümlichen Folianten gliedern den Buchrücken silberne Bänder, deren Zwischenräume oben und unten durch einen nachempfundenen gotischen Fries begrenzt werden. Im mittleren großen Feld liest man in Art der Zentenar-Fraktur „Goldenes Buch der grossen Carnevals-Gesellschaft Köln (GEGRÜNDET 1823)“. Zwischen den Zacken oben die großen Buchstaben C (arnevals), G (esellschaft) und unten K (ölner). Über dem Narren mit Schellenkappe und ebensolchem Kragen vor gekreuztem Lorbeerblatt, Narrenzepter und Narrenspiegel (Fangnetz?) der Hinweis auf das Gründungsjahr 1823. Selbst die Buchschließe wurde sorgfältig gearbeitet und mit der Kölner Fastelovendsdevise „Geck loß Geck elans“ geschmückt.